# Île Saint-Jules
L'île Saint-Jules (italien : Isola di San Giulio) est l’unique île du lac d'Orta et fait partie de la commune d'Orta San Giulio, dans la province de Novare, au Piémont.

## Géographie
Située à environ 400 mètres de la rive, longue de 275 m et large de 140, l'île Saint-Jules a un périmètre d’environ 650 m et est presque entièrement occupée par l'abbaye Mater Ecclesiae.

## Histoire
Les fouilles archéologiques ont démontré l’ancienneté de la présence humaine qui remonte  au Néolithique à l’âge du fer.
Selon la légende sur la vie de saint Jules à l’époque romaine, le site aurait été abandonné. Bien qu’ils manquent certaines preuves archéologiques, il est possible que l'île fut un centre culturel pré-chrétien. Cela expliquerait le motif pour lequel l'évangélisation qui a décidé de construire, vers 390, la première église, soit le symbole de la légende sur les invasions de serpents et de dragons. Les fouilles archéologiques ont mis au jour les restes d’une antique église, datée entre la fin du Ve et le VIIe siècle, donnant corps à la Légende.
Au haut Moyen Âge, la position stratégique de l’île en fait un centre défensif. Une tradition, toujours controversée, identifie l'île du château, castrum construit par l'évêque de Novare Onorato, cité par le poète et évêque de Pavie Ennodius (lib. II Carm.).
À l'époque lombarde, l’île était certainement fortifiée et, selon le témoignage de Paul Diacre, aurait résidé le duc Mimulf. Les évènements guerriers de 962, quand l’empereur Otton Ier du Saint-Empire assiégea l’île pendant des mois, la reine Willa d’Arles, femme de Bérenger II, contribua certainement à la destruction de l’église primitive.
À partir de 1219, l’évêque de Novare assumera la pleine souveraineté sur le territoire autour du lac d’Orta, dont l’île était le centre religieux et administratif. Les activités économiques se déplaceront progressivement vers le bourg de Orta, qui au cours du XVIIe siècle finit par donner son nom au lac, connu sous le nom de lac de San Giulio au Moyen Âge.
L'occupation du château avait un rôle décisif durant les affrontements entre les habitants des rives du lac et les milices mercenaires du duché de Milan dans la première moitié du XVIe siècle.
En 1841, le château médiéval fut abattu pour faire place au grand séminaire épiscopal.
Un chemin piétonnier fait le tour de l’île en longeant les antiques maisons des chanoines, dont une des plus antiques fut la propriété de Cesare Augusto Tallone, fabricant de pianos et accordeur de Arturo Benedetti Michelangeli.
En 1973, est fondée l'abbaye Mater Ecclesiae, une abbaye bénédictine féminine, dans laquelle d’importantes recherches sont menées, portant sur l’étude et la traduction de textes antiques. L'abbaye comprend aussi un laboratoire de restauration et de recherche sur les tissus anciens.

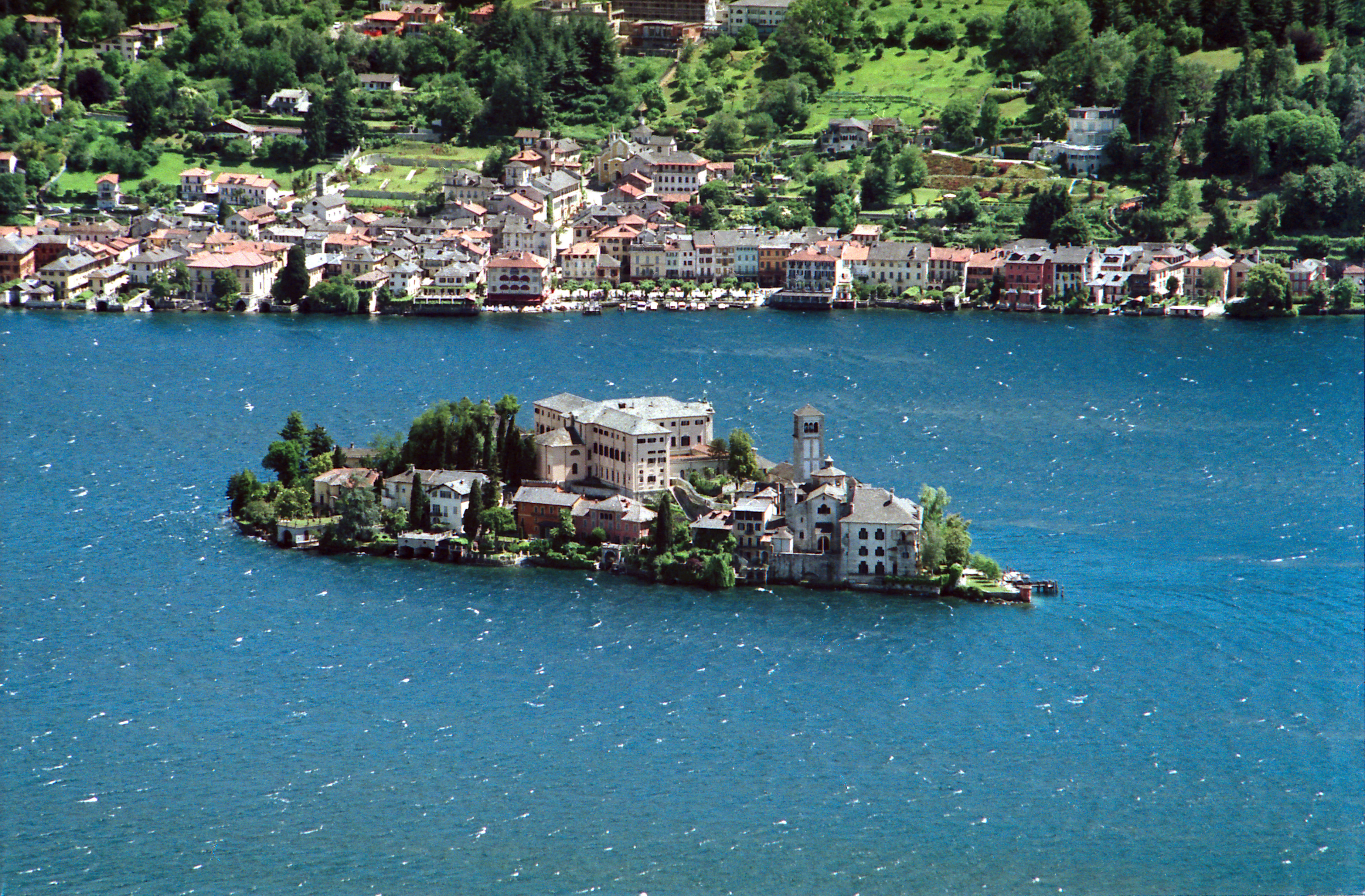
Île de San Giulio vue depuis Madonna del Sasso (Italie).
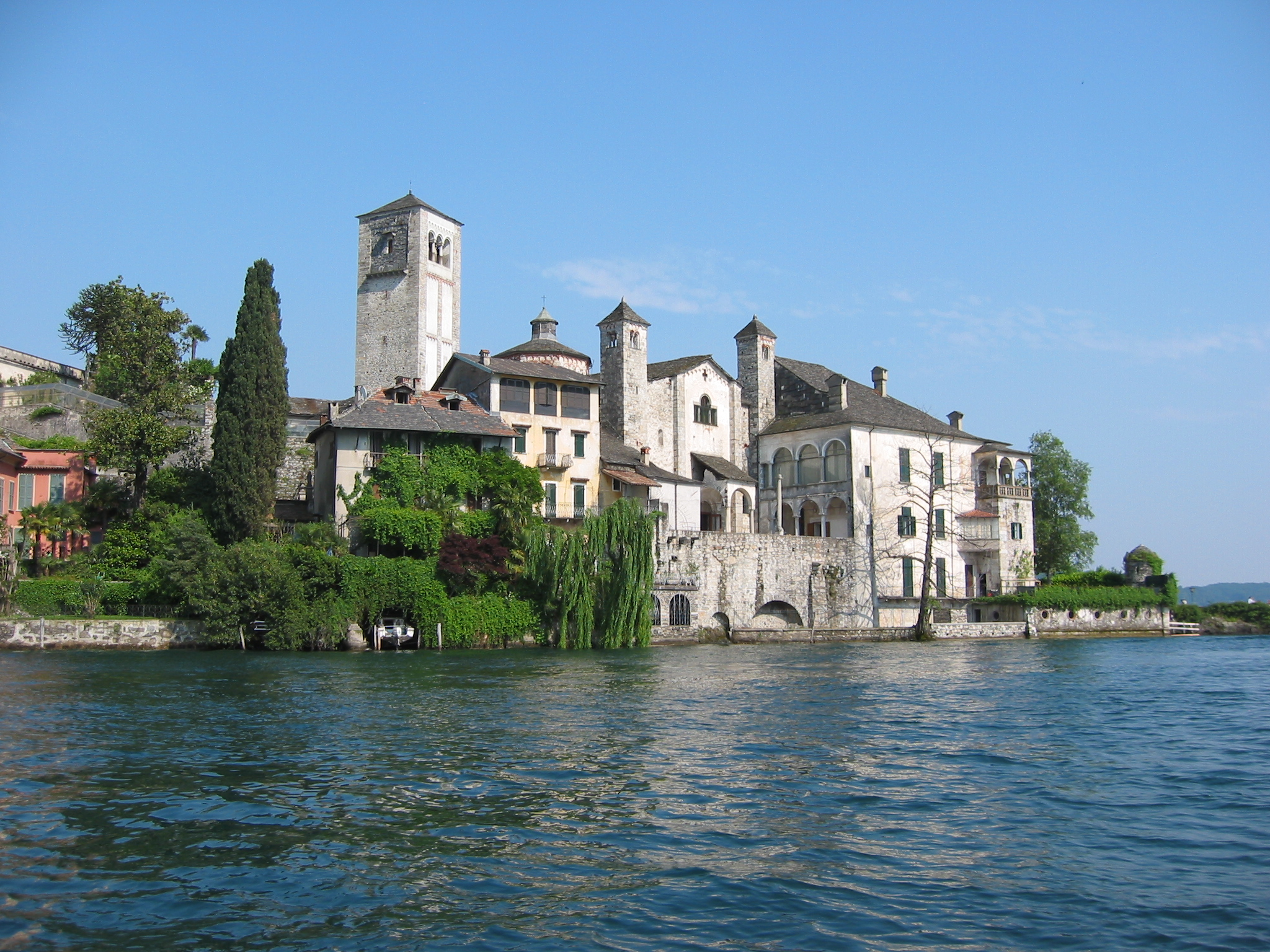
L'île de San Giulio.
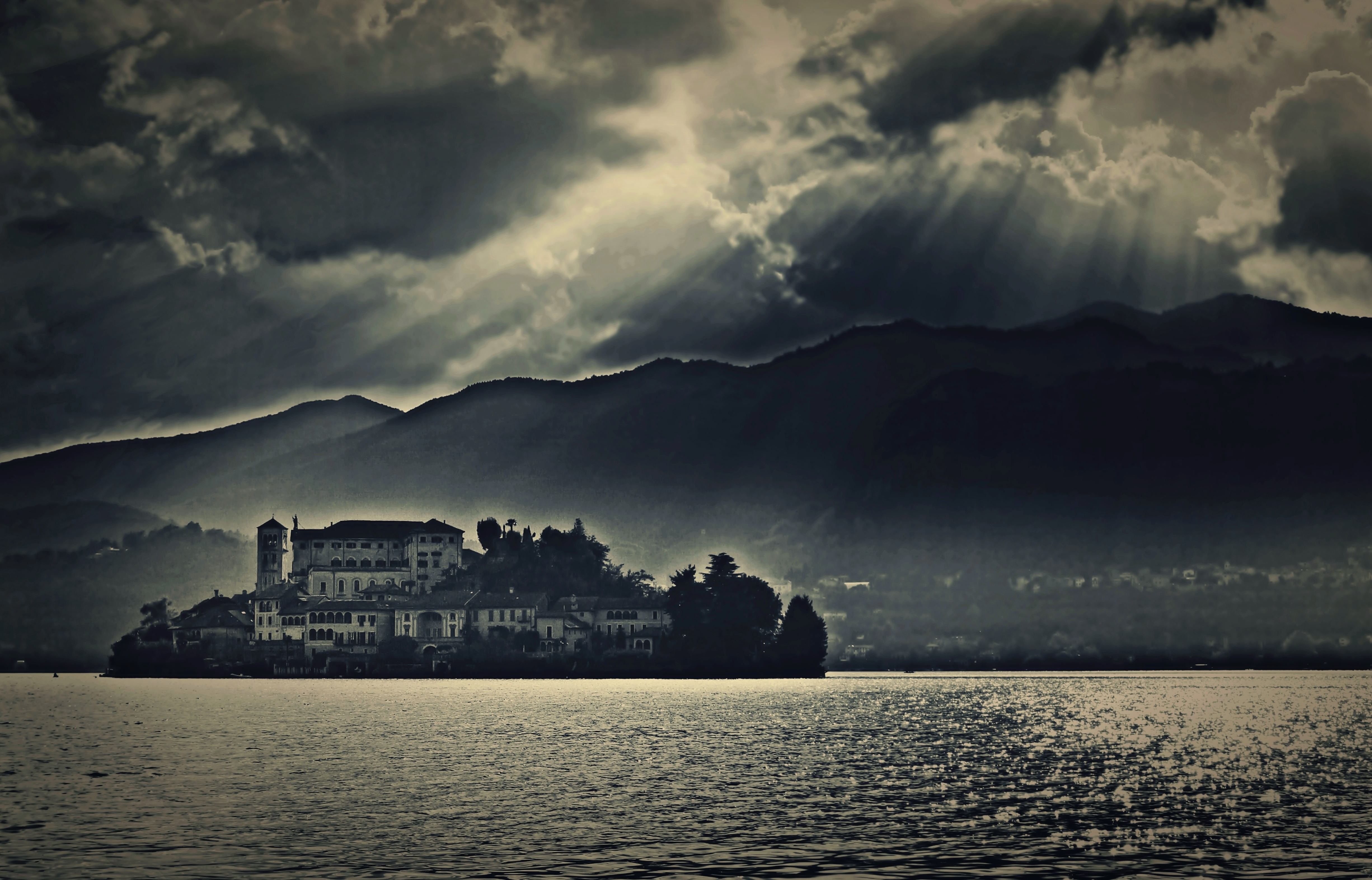
L'ile Saint-Jules après une tempête. Aout 2022.
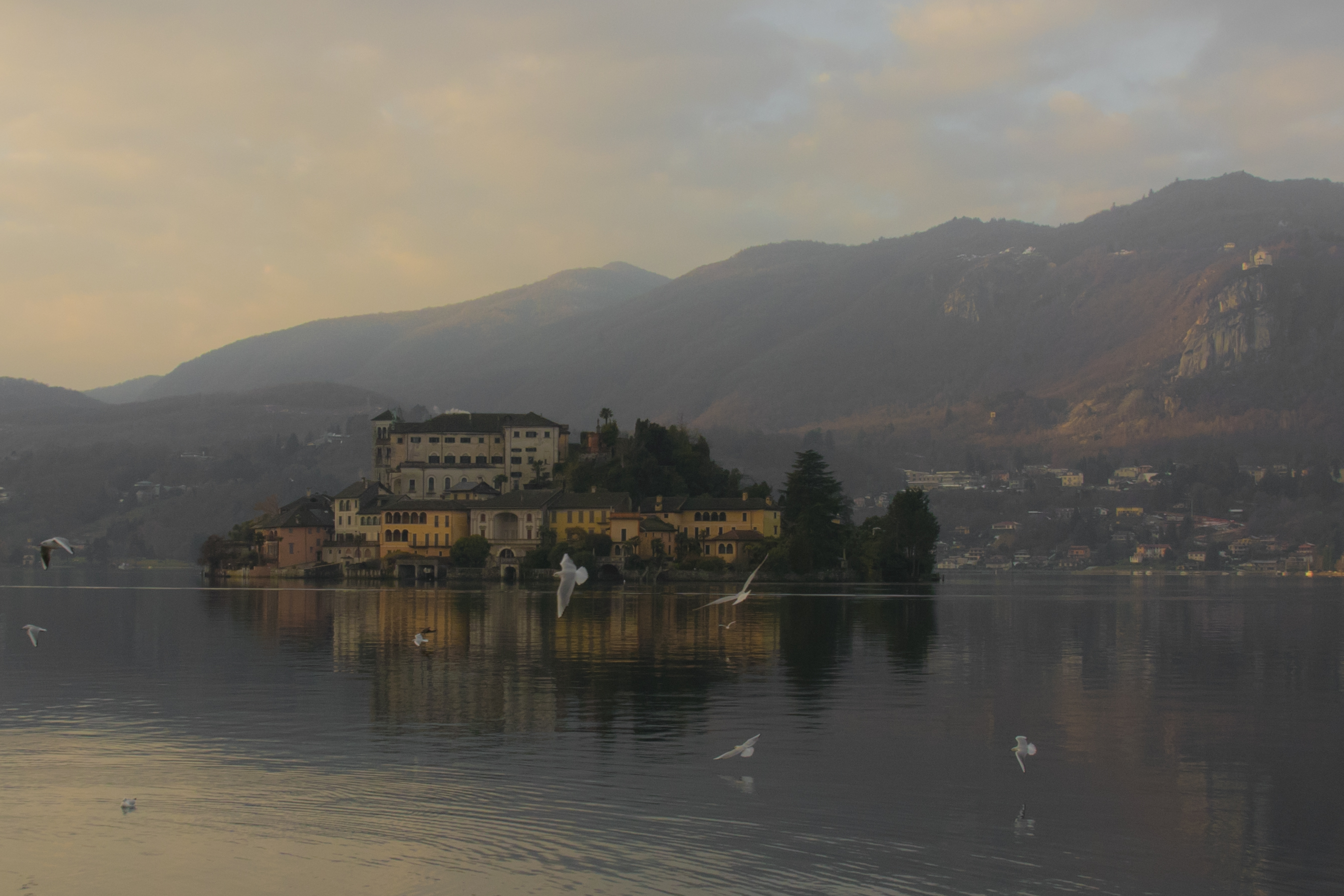
L'ile Saint-Jules avec une légère brume. Décembre 2019.

## Personnalités liées à l’île
- Guillaume de Volpiano ou Guillaume de Cluny, monarque et saint

## Sources
- (it) Cet article est partiellement ou en totalité issu de l’article de Wikipédia en italien intitulé « Isola di San Giulio » (voir la liste des auteurs).